# Amphibolia ignorata
Amphibolia ignorata là một loài ruồi trong họ Tachinidae.